# Радомир В. Ивановић
Радомир В. Ивановић (Смоница, 28. август 1936 — Београд, 20. новембар 2022) био је српски универзитетски професор, академик и књижевни критичар.

## Младост
Радомир Ивановић је рођен 28. августа 1936. године у селу Смоница код Ђаковице. Основну школу је завршио у Подгорици, нижу гимназију у Змајеву (код Новог Сада),а вишу гимназију и Филозофски факлутет (Групу за југословенску књижевност и јужнословенске језике) у Новом Саду 1960. год. Докторирао је на Филолошком факултету Универзитета у Београду.
Радио је као асистент, а касније као доцент и ванредни професор на Филозофском факултету у Приштини (Групи за југословенске књижевности и српско-хрватски језик). Радио је такође и као саветник у Републичком секретаријату за образовање и науку СР Србије у Београду. Од 1976. године, па до одласка у пензију радио је као редовни професор на Филозофском факултету у Новом Саду, на коме је предавао Српску књижевност 19. века и Македонску књижевност. Пензионисан је 2003. године.
Прве стручне и научне радове почео је да објављује 1960. године. До данас је објавио преко 3000 радова, као и преко 60 књига на српском и преко 12 књига на македонском језику. Радове је објавио у 164 публикације на језицима југословенских народа и народности као и на неколико светских језика. Ивановићеви радови превођени су на: француски, енглески, руски, немачки, македонски, албански, турски, румунски, јерменски, словачки, русински, бугарски, италијански, грчки, шпански и јапански језик. Створио је обимно и значајно дело из области књижевне теорије, критике и есејистике. По позиву је држао предавања на страним универзитетима и учествовао у раду бројних научних скупова из области филологије. Говори руски и македонски, а служи се немачким, словеначким и бугарским језиком.
Осим књижевном историјом, теоријом и критиком бави се још и позоришном теоријом и критиком.
Као истакнути педагошки, научни и културни радник, акад. Ивановић је током протеклих деценија више пута награђиван значајним друштвеним наградама и признањима.
Од 1991. године Ивановић је редовни члан Македонске академије наука и уметности у Скопљу,а од 2000. године и Црногорске академије наука и умјетности у Подгорици. Члан је Удружења књижевника Србије, почасни члан Друштва писаца Македоније, стални члан-сарадник Матице српске у Новом Саду и почасни доктор наука Универзитета „Св. Кирил и Методије“ у Скопљу.
2001. године објављена је књига-зборник радова у почаст академику Радомиру В. Ивановићу, филозофски факултет-ИТП „Змај“, Нови Сад. Књигу је уредио проф. др Миодраг Радовић, у којој је заступљено 36 сарадника који су говорили о Ивановићевом научном доприносу. Године 2003-2004. издата су Ивановићева изабрана дела у седам књига, а 2006. године изабрана дела у осам књига.
За дописног члана Црногорске академије наука и умјетности (сада инострани) изабран је 7. децембра 2000. године.
Преминуо је 20. новембра 2022. године у Београду.

## Награде
За свој културни, просветни, научни и стручни рад добио је низ признања и награда, међу којима су: Награда града Приштине (1967), Децембарска награда САП Косово (1970), Тринаестојулска награда СР Црне Горе (1974), Златна значка Културно-просветне заједнице Србије (1977), Повеља Међурепубличке културно-просвјетне заједнице Србије, Црне Горе и Босне и Херцеговине (1983), Награда Покрајинског синдиката Војводине (1992), Награда ослобођења Подгорице (1995), Балканска награда „Кочо Рацин” (1997), Косовска награда „Вук Филиповић” (1998) и Награда за животно дјело „Паја Марковић Адамов” (1999–2000).

## Одабрана дела
Књижевна дела
- Милутин Ускоковић
- Романи Михаила Лалића
- Поетика Косте Рацина
- Поетика Блажа Конеоског.- Београд: Партизанска књига, 1982
- Реч о речи : поетика Аце Шопова.- Београд: Ново Дело, 1986
- Поетика Славка Јаневског.- Краљево: Слово, 1989
- Поетика Риса Ратковића
- Његошев поетски говор
- Писци у проблеми
- Књижевне паралеле
- Поетика и критика
- Од Његоша до Лалића
- Реторика човјечности

Монографије
- Петар Други Петровић Његош
- Стефан Митров Љубиша
- Марко Миљанов Поповић
- Никола Први Петровић Његош
- Душан Костић
- Анрићева мудроносна проза
- Стварање и сазнање